# حميد بن مخلد بن قتيبة
أبو أحمد حُمَيْد بن مَخلد بن قتيبة بن عبد الله الأزدي النسائي (180 هـ تقريباً- 251 هـ)، الشهير بابن زَنْجويه، وزنجويه لقب أبيه مخلد. أحد العلماء ومن رواة الحديث عند أهل السنة والجماعة.

## أقوال العلماء فيه
- قال النسائي:« ثقة».[3]
- وقال أحمد بن سيار: «كان رأسا في العلم.»[3]
- وقال أبو عبيد: «ما قدم علينا من فتيان خراسان مثل بن زنجويه وابن شبويه.»[3]
- وقال ابن حبان: «كان من سادات أهل بلده فقها وعلما.»[3]
- وقال الذهبي: «الإمام الحافظ الكبير، وكان أحد الأئمة المجودين.»[1]

## شيوخه وتلاميذه
- شيوخه ومن روى عنهم:

روى عن عثمان بن عمر بن فارس وجعفر بن عون والنضر بن شميل ويحيى بن حميد ويزيد بن هارون وأبي عاصم وأبي صالح كاتب الليث وسعيد بن أبي مريم وعلي بن المديني وأبي نعيم وسليمان بن عبد الرحمن وأبي عبيد القاسم بن سلام ومحمد بن عبد الله بن كناسة والفريابي وآخرون.
- تلاميذه ومن روى عنه:

روى عنه أبو داود والنسائي وأبو زرعة الدمشقي وأبو حاتم وعبد الله بن أحمد والحسن المعمري والحسن بن سفيان وابن أبي الدنيا والسراج وابن صاعد والحسين بن إسماعيل المحاملي وغيرهم.

## مؤلفاته
- الترغيب والترهيب.
- الآداب النبوية.
- كتاب الأموال.
- كتاب الطبقات.

## وفاته
ارتحل حميد بن زنجويه إلى مصر آخر حياته ناشراً علمه فيها ثم خرج منها وتوفي سنة 251 هـ حسبما ذكره ابن عساكر ورجحه شمس الدين الذهبي، بينما قال ابن حبان أنه توفي في 247 هـ.